# 広島市佐伯区スポーツセンター
広島市佐伯区スポーツセンター（ひろしましさえきくスポーツセンター）は、広島市佐伯区にある複合型運動施設。1994年アジア競技大会ではセパタクロー・重量挙げの会場として使用された。

## 諸室詳細
- 1階
  - 25mプール（25m×6コース、水深 1.2m - 1.4m）
  - 小プール（30m2、水深 0.6m）
  - ー大体育室 46m×34m
  - 小体育室 32m×20m
  - 観覧席 686席（大体育室）
  - その他：事務室・保健室・更衣室・シャワー室・売店等
- 2階
  - 観覧席342席（大体育室・固定式）、46席（プール）
  - その他： トレーニング室・体力測定室・ランニングコース（１周162m）・会議室・来賓控室・更衣室・シャワー室等

## アクセス

### 鉄道
- JR山陽本線「五日市駅」徒歩25分
- 広島電鉄路面電車「佐伯区役所前電停」徒歩20分
- 広島電鉄路面電車「楽々園電停」徒歩20分

### バス
- 広島電鉄バス「広島工大入口バス停」徒歩30分
  - 3-5系統 五日市駅前↔︎東観音台
  - 4-1系統 五日市駅前↔︎湯来ロッジ

## 駐車場
87台 ※大会の際は付近の小学校を駐車場として開放される。

## 沿革
- 1991年（平成3年）5月19日 - 佐伯区スポーツセンターとして開業。